# Lancashire County Cricket Club

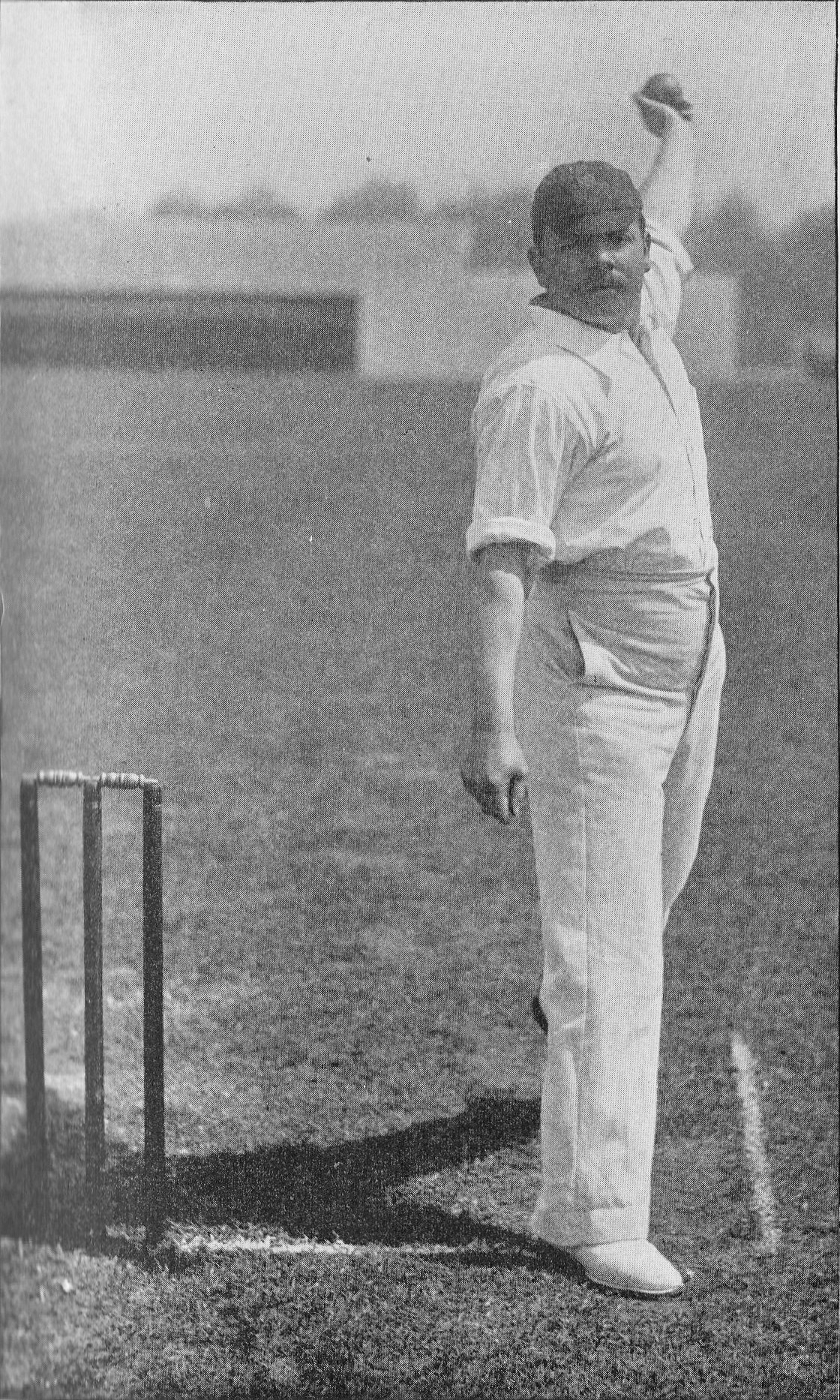
Johnny Briggs jugó para Lancashire de 1879 hasta 1900 y es su único jugador que marcó más que 10.000 carreras.

El Lancashire County Cricket Club, fundado en 1864, es un club de críquet inglés que juega en el County Championship para el condado de Lancashire. Lancashire juega en el estadio de Old Trafford en la ciudad de Mánchester en Gran Mánchester, y ha ganado el County Championship en 8 veces. Lancashire jugó en la primera temporada del Championship en 1890 y ganó para la primera vez en 1897. Compartió su victoria en 1950 con el Surrey County Cricket Club.
Lancashire tiene una rivalidad con el Yorkshire County Cricket Club debido a la guerra de las Dos Rosas. El escudo de Lancashire es una rosa roja, y de Yorkshire es una rosa blanca.

## Palmarés
- County Championship (8): 1897, 1904, 1926, 1927, 1928, 1930, 1934, 2011 
  - Compartido: 1950